# Kasper Bajon
Kasper Bajon (ur. 9 stycznia 1983 w Warszawie) – polski pisarz, poeta, scenarzysta i reżyser filmowy. Finalista Nagrody Literackiej „Nike” 2021 za reportaż Fuerte.
Syn Katarzyny Gintowt i reżysera Filipa Bajona. Mieszka w El Cotillo na Fuerteventurze.

## Filmografia

### Reżyseria
Na podstawie materiału źródłowego:
- Via Carpatia (2018)
- Projekt UFO (2025)

### Scenariusz
Na podstawie materiału źródłowego
- Lokatorki (2015)
- Rojst (2018)
- Via Carpatia (2018)
- Otwórz oczy (2021)
- Rojst ’97 (2021)
- Wielka woda (2022)
- Projekt UFO (2025)

## Książki
- Pomarańczowy pokój, Wydawnictwo Nowy Świat, Warszawa 2005.
- Miłość do poranków, Wydawnictwo Nowy Świat, Warszawa 2008.
- Koń Alechina, Wydawnictwo MG, Warszawa 2010.
- Klug, Wielka Litera, Warszawa 2012.
- Blizno, Wydawnictwo Nisza, Warszawa 2017.
- Wymiana, Wydawnictwo Nisza, Warszawa 2017.
- Fuerte, Wydawnictwo Czarne, Wołowiec 2020.
- Ideot, Wydawnictwo Nisza, Warszawa 2021.[5]
- Gambit orangutana: opowieść o polskich szachach, Wydawnictwo Czarne, Wołowiec 2022.

## Wybrane nagrody i wyróżnienia
- 2021: finał Nagrody Literackiej „Nike” za reportaż Fuerte
- 2019: Nagroda Specjalna Jury za reżyserię filmu Via Carpatia na Koszalińskim Festiwalu Debiutów Filmowych „Młodzi i Film”
- 2017: nominacja do Nagrody Polskiego Kina Niezależnego im. Jana Machulskiego za scenariusz etiudy Lokatorki